# Fekete kolostor
A Fekete kolostor Kuncz Aladár emlékirata, amelyben az első világháború alatti, öt évig tartó franciaországi internálását írja le. Noha már a fogság idején is készített feljegyzéseket, amelyekből a Nyugat 1920-ban közölt válogatást, a teljes mű – amelyet hol emlékiratnak, hol regénynek kategorizál a szakirodalom – csak az író halála évében, 1931-ben jelent meg. A mű elsőrangú kritikákat kapott, többek között Babits Mihály, Kosztolányi Dezső, Schöpflin Aladár tollából, és rövidesen angol, francia, olasz és török nyelven is kiadták.
A fogság eseményeinek leírásába portrék, esszék, anekdoták és novellának beillő részek keverednek. A számos szereplőt felvonultató művet általában a tárgyilagos, egyszerű, szikár hangvétel jellemzi, ugyanakkor találhatók benne szimbolikus értelmű, misztikába hajló látomásos jelenetek is. A pacifista beállítottságú könyv egyben az író lelki átalakulásának története is: a korábban az egyéniséget hirdető irodalmi széplélek az internálás alatt a szenvedés teremtette közösségben találta meg az értéket.

## Keletkezése

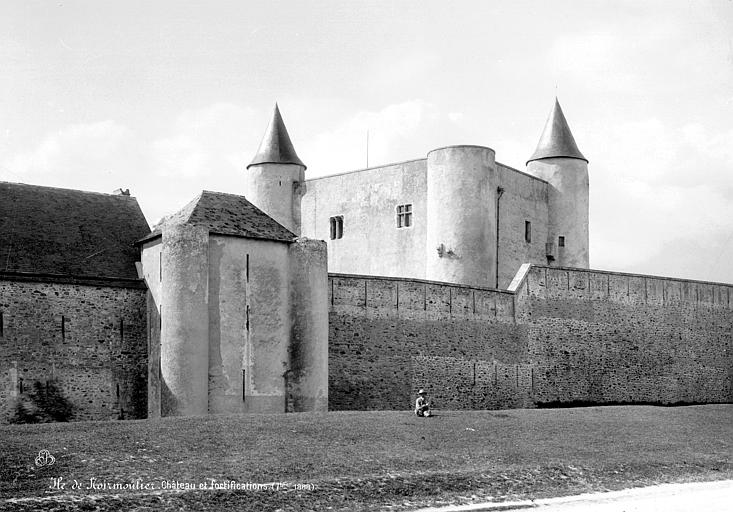
A noirmoutier-i vár 1888-ban

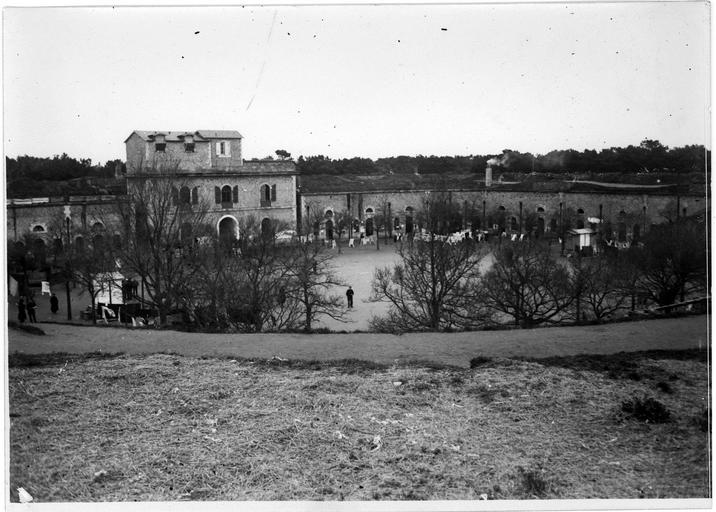
A Yeu-szigeti erőd 1935-ben

1914 nyarán a szerző, akkor huszonnyolc éves középiskolai tanár, a francia kultúra rajongója, nyári vakációját töltötte Franciaországban. Az első világháború kitörésekor már nem tudott hazautazni, mert az ellenséges Osztrák–Magyar Monarchia polgáraként internálták. Augusztus 14-től október 2-ig a dél-franciaországi Périgueux-ben egy garázsépületben tartották fogva kétszázötven társával együtt, majd a Noirmoutier-sziget erődjében helyezték el őket, 1916. július elejéig. Ezt követően a Yeu-sziget (Île d’Yeu) kazamatáiba szállították a foglyokat, ahonnan Kuncz 1919. áprilisban szabadult ki.
Kuncz a fogságban írt jegyzeteiből már 1920-ban közölt egy válogatást a Nyugat hasábjain, de a téma teljes feldolgozása hosszabb ideig váratott magára. A visszaemlékezésből néhány részlet az 1920-as években megjelent: Karácsonyest Noirmoutier-ban (1925), Páriák lázadása (1926), Felköszöntő az igaz Énre (1927), Haláltánc Île d’Yeu-n (1929). Közben az író számos beszélgetésben, kávéházi anekdotázásban idézte fel fogsága napjait. Végül munkatársai, Lakatos Imre és Áprily Lajos biztatására kezdett neki a mű megírásának, amelyet 1931 kora tavaszán fejezett be. A társasági életből visszavonultan, lázas ütemben alkotott, fájdalommal újraélve a leírtakat. Mintául Dosztojevszkij börtönnaplója, a Feljegyzések a holtak házából szolgált.
A kiadó, az Erdélyi Szépmíves Céh tartva az olvasók közönyétől, nem fogadta szívesen a kéziratot, de Áprily Lajos közbenjárására hamarosan megjelentette Bánffy Miklós előszavával. Ekkor az író már súlyos beteg volt, de Babits Mihály és Móricz Zsigmond kritikáit még kefelevonatban olvasta, aláírta az első külföldi szerződéseket, és a könyvvel kapcsolatos levelekre halála napjáig válaszolt.

## Műfaja
Noha a mű alcíme szerint (Feljegyzések a francia internáltságból) az emlékiratok közé helyezi el magát, írója egyik levelében fogsági regényként hivatkozott rá. A kortárs kritikusok közül Babits és Kosztolányi külön kihangsúlyozzák ezt a műfaji kettősséget: míg előbbi tökéletes emlékiratnak, önvallomásnak, ugyanakkor a „legmélyebb értelemben vett regényirodalomhoz” csatlakozónak tartja, utóbbi elismeri ugyan, hogy „egyesek hadinaplónak fogják nevezni ezt a könyvet, mások emlékiratnak,” de ő maga költészet, alkotás, regény nevekkel illeti. A szintén kortárs (és az internálásban társ) Németh Andor szerint a „regényszerű” írásművet egyaránt jellemzi a krónikás lelkiismeretessége és az inspiráció.
A „hivatalos” irodalomtörténeti kánonba már regényként vonult be, de Jancsó Elemér illetve Pomogáts Béla, aki több munkájában foglalkozott Kuncz Aladárral és művével, emlékirat jellegét hangsúlyozzák, rámutatva arra, hogy a Fekete kolostor a Bethlen Miklós, Kemény János és Bethlen Kata által képviselt erdélyi memoárirodalom hagyományait folytatja. Láng Gusztáv azt is megjegyzi, hogy „stílusát tekintve a Fekete kolostor nemcsak az emlékirat racionális, franciás ágát képviseli irodalmunkban, hanem az ágostoni értelemben vett vallomás, a Confessio egyik modern folytatója; nem egy élet dokumentumhitelű tényeit, hanem azok metafizikai érvényű tanulságait akarja felmutatni.”
Sajátos álláspontot foglalnak el a francia Armand Robin és Jean-Léon Mueller, akik a témoignage (tanúságtétel) szót használják, illetve a román Nicolae Balotă, aki szerint a Fekete kolostor „egy társadalom regényes kismonográfiája.”
A regénykénti meghatározás felé billentik a mérleget Lőrinczi László helyszíni kutatásai, aki szerint a könyvbeli események közül egyesek a valóságban nem pontosan az író által leírt módon vagy egyáltalán nem történtek meg: például a Kuncz által a 11. fejezetben leírt szökés valószínűleg csak tervezgetés maradt.

## Tartalma
A regényben az első fejezet a szabad élet utolsó napjait írja le, a második a rövid ideig tartó périgueux-i tartózkodást, a 3–15. fejezet a Noirmoutier-ban töltött közel két évet, a 16–24. fejezet a Yeu-szigeten töltött három évet, a 25. fejezet pedig a szabadulásról és hazatérésről szól. Az első kötet többé-kevésbé kronologikus jellegű, míg a második inkább tematikus elrendezésű. Az események leírásába ékelődnek a fogolytársak portréi, illetve az író eszmefuttatásai és saját magáról írott vallomásai, valamint a korábbi élet emlékei.
A kritikusok és az elemzők külön kiemelik az első fogságban töltött szenteste leírását (6. fejezet), az amerikai kerékpáros lánnyal való találkozást (9. fejezet); az író apja halálának hírül vételét (13. fejezet), a szökési kísérletet (14. fejezet), a „fekete barát” megjelenését (17. fejezet), Herz doktor születésnapját (18. fejezet) illetve halálát (24. fejezet), valamint az író szilveszteri látomását az „igazi én”-ről (12. fejezet).

## Szereplői
A fogság a legkülönbözőbb embereket hozta azonos helyre és helyzetbe, különböző nemzetiségűeket és foglalkozásúakat, így a regénynek rengeteg szereplője van. Kunczot „mindenki érdekli, mindenkihez barátsággal és kíváncsisággal közeledik,” és pár vonással is jellemző képet tudott festeni alakjairól.
A szereplők sokaságából kiemelkedik a foglyok őrzésére kirendelt Guillaume őrmester alakja – az úgynevezett Guillaume-epizódot számos kritikus és elemző kiemeli. Ez a „nagyon derék ember” egyike volt a számos franciának, akik emberszámba vették az internáltakat, „még fényképfelvételt is csináltatott magáról, amint a vár egyik boltíve alatt ölelkezve áll a német diákokkal s a két német tanárral. Később az életével fizetett meg ezért a képért” (4. fejezet): büntetésből a frontra küldték, ahol anélkül halt meg, hogy akár egyszer is elsütötte volna puskáját. Az ő emlékének ajánlotta az író a 6. fejezetet: „Guillaume sergeant emlékének, aki sohasem tudott volna ölni.”
Szintén hangsúlyos szerepet kap a műben Herz doktor. Az osztrák tanárban a fogság alatt fokozatosan jönnek felszínre rejtett női tulajdonságai, míg végül halála előtt bevallja: „Ami boldogság érhetett, azt itt a fogságban kaptam meg…” Schöpflin Aladár kiemeli „az író lelki megtisztultságával magyarázható tapintatát, amellyel ezt az alakot minden bántó mellékíz nélkül, emberi valóságában tudja közölni.”
Félelmetes jelenetek teszik emlékezetessé Bistrán Demetert, akinek „erőtartaléka az őrültség”, és prófétának képzeli magát. A 4. fejezetben képzeletbeli óriási kalapácsával lép fel a háború ellen: „– Hallgassátok meg átkomat – ordította magyarul. – Ezerszeres átok és halál a vérontókra! Pusztuljanak el mind. Itt van a kezemben a kalapács! Most lesújtok s akkor…” A foglyok által befogadott kutya temetésekor (10. fejezet) pedig a kollektív gyászt testesíti meg: „Az őrült Bistrán némán, a messzeségbe nézve, virrasztott az elnyúlt állat fölött. Nem is embernek látszott. Szakállal benőtt, félelmetes arcán titokzatos, földi dolgok fölé emelkedő mosoly játszadozott. Időtlen, élő fajtákba beoszthatatlan lény volt, mintha e nyolcszáz éves kolostor lelke penészből, porból, elfojtott jajokból és szenvedésekből testet öltött volna benne.”

## Eszmevilága
A kortárs kritikusok és az utókor irodalomtörténészei egyaránt rámutatnak a művet átható pacifizmusra, ugyanakkor kiemelik, hogy a francia militarizmus és bürokrácia elítélése Kuncznál nem jelenti a francia kultúrával vagy a francia néppel való szembefordulást. Az író attitűdje a megértésé: „Sohase tör pálcát senki fölött, sem népek, sem egyének fölött. Még rabtartóit se gyűlöli.” Dosztojevszkijhez hasonlóan rabtársait realisztikusan, ugyanakkor rokonszenvvel és részvéttel ábrázolja.
A fogság során az író lelki átalakuláson ment át: a korábban az egyéniséget hirdető irodalmi széplélek az internálás alatt a szenvedés-teremtette közösségben találta meg az értéket; más megközelítésben a könyv a szenvedés általi megigazulást írja le. Nagy Imola érdekes párhuzamba állítja a Fekete kolostort egy másik erdélyi író, Liviu Rebreanu regényével: az Akasztottak erdeje szintén azt mutatja be, hogy a háború előtti értékek miképpen válnak semmivé az erőszak hatására, és milyen belső válságot okoz az ismert világ eltűnése; e két regényben a háború elsősorban az emberi lélekben zajlik és nem a csatatéren.
Láng Gusztáv szerint a regény a kisebbségi élet modellje is, és azt feltételezi, hogy Kuncz hazatérése Erdélybe 1920-ban a „fogság szülte humanizmussal” hozható kapcsolatba.

## Stilisztikai jellegzetességei
A mű legfőbb jellegzetessége a tárgyilagos, egyszerű, szikár hangvétel, „minden osztentáció, retorika és szentimentalizmus nélkül,” amellyel a szerző „elkerülte a riport, az áradozó líraiság, a pátosz és a könnyed cinizmus csapdáit…” és „nem tévedt a naturalizmus vagy a romantika pózába.” Egyik első kritikusa, Kosztolányi Dezső a stílusnak ezt a jellemzőjét rokonszenves szerénységként értékeli.
Ugyanakkor a leíró részek közé szimbolikus elemek ékelődnek: például a fény a szabadság, az élet, a hit, a háború előtti létezés szimbólumaként jelenik meg, a foglyok által befogadott kóbor kutya az ő kiszolgáltatottságuk, keserves sorsuk jelképe, a képzeletbeli „fekete barát” pedig a szolidaritásé. Láng Gusztáv kiemeli a szimbólumok látomásos, misztikába hajló jellegét is.
Az emlékirat és a regény műfaji kombinációjának megfelelően az író változatos eszközökkel él: az események leírásába portrék, esszék, anekdoták keverednek, de találkozunk novellának is mondható részekkel is: ilyen például a 6. fejezetben a karácsonyi vacsora vagy a 9. fejezetben az amerikai lánnyal való találkozások epizódja.

## Fogadtatása és utóélete

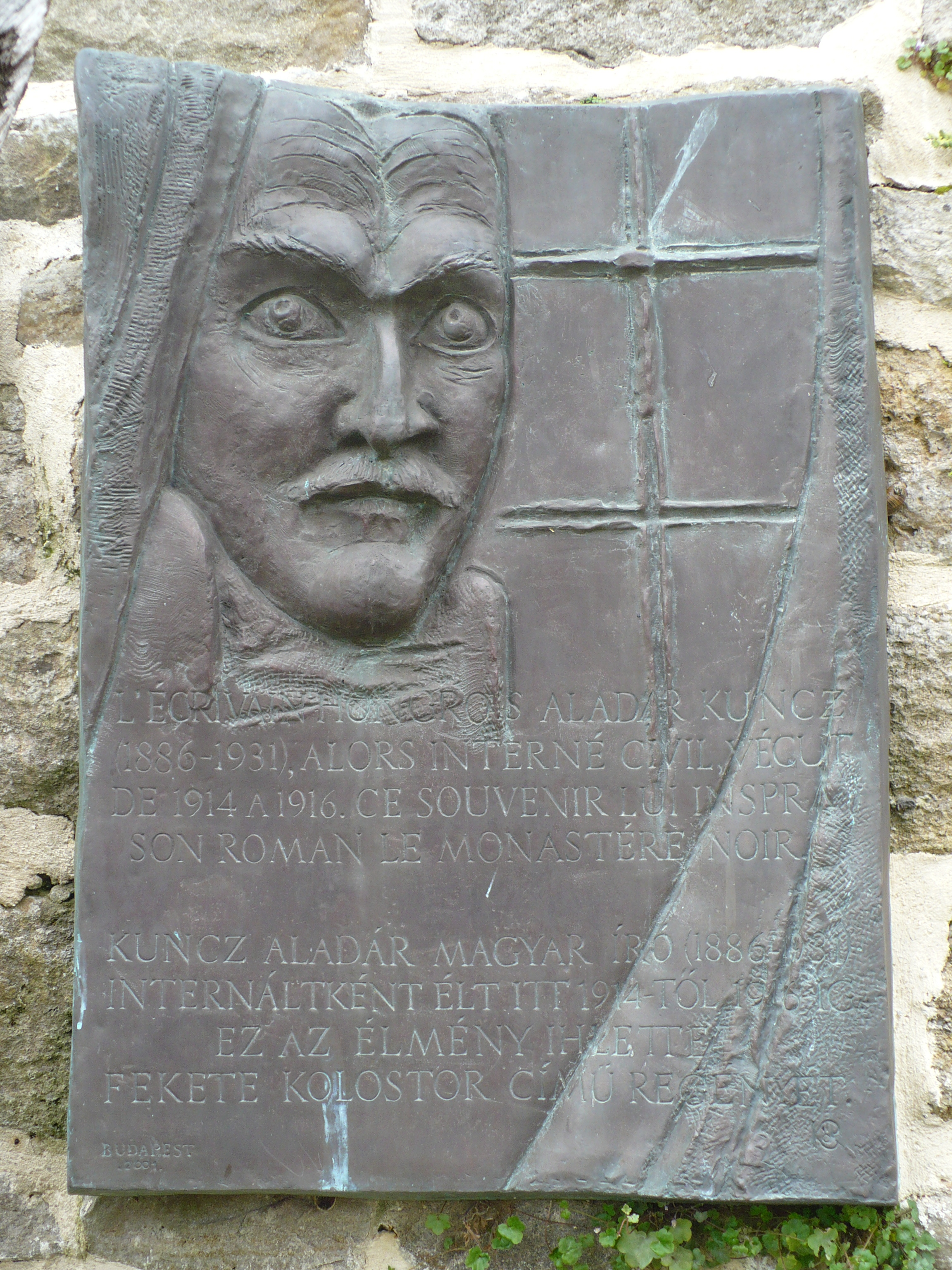
Kuncz Aladár emléktáblája a noirmoutier-i vár falán, Kő Pál alkotása

A Fekete kolostort rögtön az első kritikusai (Babits Mihály, Kosztolányi Dezső, Schöpflin Aladár, Török Sophie, Bálint György) remekműnek tartották, és a nagyközönség körében is sikert aratott. Elképzelhető, hogy a könyv ismertségében szerepet játszott az írónak a könyv megjelenése után bekövetkezett halála is. 1931-ben Kuncz Aladárnak ítélték az Erdélyi Helikon Kemény János-díját. A művet az Erdélyi Szépmíves Céh után kiadta az Athenaeum is, és viszonylag rövid időn belül megjelent angol (1934) és francia fordítása (1937). Utóbb kiadták olasz (1939), török (1949), román (1971) és spanyol (2012) nyelven is.
Az 1930-as években a Fekete kolostor még mindig népszerű olvasmány volt, majd az írót és művét az 1940-es évek Magyarországán hallgatás övezte. 1956-ban a Magyar Nemzet-ben glossza jelent meg Miért hallgatunk Kuncz Aladárról? címmel, de a legközelebbi magyar kiadás csak 1960-ban került az olvasók kezébe Bóka László bevezetőjével, ezt követte az 1965-ös romániai kiadás Jancsó Elemér gondozásában. Az 1960-as kiadást cenzúrázták, és azóta minden kiadás így jelent meg, a rendszerváltás utániak is. 2014-ben a Kriterion Könyvkiadó az Országos Széchényi Könyvtárral közösen kiadta a cenzurázatlan változatot. Az 1960-as évektől kezdve számos tanulmány foglalkozott Kuncz Aladár e művével. Romániában a magyar nyelv és irodalom érettségi tételei között szerepel.
1975-ben jelent meg Lőrinczi László irodalomtörténeti riportja Utazás a Fekete kolostorhoz címmel, amelyben a regény helyszínein végzett kutatásait írja le: megvizsgálta, hogy a francia hivatalos dokumentumok, a korabeli francia sajtó, illetve a fogolytársak és helybéliek emlékezete mennyiben támasztja alá vagy cáfolja a Kuncz Aladár által leírtakat.
Kuncz Aladár születésének századik évfordulójára tévéfilm készült a műből A fekete kolostor címmel, Mihályfi Imre rendezésében. 1999-ben egy francia–magyar egyesület és Noirmoutier önkormányzatának kezdeményezésére új francia kiadás jelent meg. 2001. októberben avatták fel az író Kő Pál alkotta emléktábláját a noirmoutier-i vár falán. Yeu szigetén az erőd bejáratánál található ismertetőben röviden említik a monarchiabeli fogvatartottakat; az 52-es kazamatában a 21. század elején pétanque-klub működött.

## Kiadásai
- Cluj-Kolozsvár: Erdélyi Szépmíves Céh. 1931
- Kolozsvár–Budapest: Erdélyi Szépmíves Céh–Athenaeum. [1931]
- (angolul) Black Monastery.  Ford. Ralph Murray. London: Chatto-Windus. 1934
- (angolul) Black Monastery.  Ford. Ralph Murray. New York: Harcourt&Brace. 1934
- (franciául) Le monastère noir. Ford. L. Gara, M. Pierpont. Paris: Gallimard. 1937
- (olaszul) Monastero nero. Ford. Filippo Faber. Milano: Treves. 1939
- (törökül) Kara Manastır. Ankara: Millî Egitim. 1949
- (törökül) Kara Manastır. Ford. Necmi Seren. [Istanbul]: Maarif. 1956
- Budapest: Szépirodalmi. 1960
- Bukarest: Irodalmi. 1965
- (románul) Mănăstirea neagră. Ford. Corneliu Codarcea, Nicolae Crişan. București: Kriterion. 1971
- Kolozsvár: Dacia. 1973
- Budapest: Szépirodalmi. 1975. ISBN 9631504328
- Bratislava–Budapest: Madách–Szépirodalmi. 1975.
- Budapest: Szépirodalmi. 1986. ISBN 9631531414
- Bratislava–Budapest: Madách–Szépirodalmi. 1986. ISBN 9631535118
- Budapest: Ferenczy. 1995. 963825839X
- Budapest: Magyar Könyvklub. 1995. ISBN 9635480997
- Bukarest: Kriterion. 1996. ISBN 9732604689
- (franciául) Le monastère noir. Ford. L. Gara, M. Pierpont. Beauvoir-sur-Mer: L'Étrave. 1999. ISBN 2909599434
- Budapest: Új Palatinus Könyvesház Kft. 2006. ISBN 9639651001
- Budapest: Fapadoskonyv.hu. 2010. ISBN 9789632994451
- Déva: Corvin. 2010. ISBN 9789736225949
- (spanyolul) Monasterio negro. Ford. Éva Cserháti, Antonio Manuel Fuentes Gaviño. Oviedo: KRK. 2012. ISBN 9788483673607
- Kolozsvár-Budapest: Kriterion Könyvkiadó, Országos Széchényi Könyvtár, 2014
- Budapest: Magyar Közlöny Lap- és Könyvkiadó. 2018